# Mesfen Tesfaye
Mesfen Tesfaye (* 13. Januar 1935 in Addis Abeba; † unbekannt) war ein äthiopischer Radrennfahrer.

## Sportliche Laufbahn
Tesfaye war Teilnehmer der Olympischen Sommerspiele 1956 in Melbourne. Im olympischen Straßenrennen kam er als 36. ins Ziel. In der Mannschaftswertung kam das Team aus Äthiopien mit Guremu Demboba, Mesfen Tesfaye, Zehaye Bahta und Negousse Mengistou als beste afrikanische Mannschaft auf den 9. Platz.